# Just Like Heaven (The Cure)
Just like Heaven is een nummer van de Britse alternatieve rockband The Cure uit 1987. Het is de derde single van hun zevende studioalbum Kiss Me, Kiss Me, Kiss Me.
"Just like Heaven" gaat over een dromerige dag vlak bij de kust met een geliefde. Frontman Robert Smith kreeg de inspiratie voor het nummer toen hij zelf een trip naar de kust maakte met zijn toekomstige vrouw. Voordat Smith de tekst van het nummer geschreven had, werd de muziek al gebruikt als opener van het Franse televisieprogramma Les enfants du rock.
Het nummer werd een bescheiden hit in het Verenigd Koninkrijk, waar het de 29e positie behaalde. In Nederland was het nummer iets minder succesvol, daar haalde het de 82e positie in de Single Top 100.

## NPO Radio 2 Top 2000
Just Like Heaven stond in 2024 voor het eerst in de NPO Radio 2 Top 2000, op plek 1590.